# Deutsche Japan-Post
Die Deutsche Japan-Post. Wochenzeitung für deutsche Interessen in Japan erschien in Yokohama von 1903 bis 1914.

## Geschichte
Seit April 1903 erschien die  Deutsche Japan-Post als erste deutschsprachige politische Zeitung in Japan. Sie enthielt Beiträge
über das Land, über internationale Ereignisse, Wirtschaftsnachrichten,  über deutsche Aktivitäten in der Region und mehr. Im ersten Jahr hatte sie 256 Abonnenten bei  offiziell 534 Deutschen in Japan.
Seit 1909 erschien die Zeitung  zweisprachig deutsch und japanisch.  In dieser Zeit gab es auch  japanische Leser, darunter viele Studenten.
Im September 1914 wurde das Erscheinen kurz nach Beginn des Ersten Weltkriegs eingestellt.
Chefredakteure waren A.Madlung (1903–?) und Karl Mischke (um 1906–1907), ein weiterer Mitarbeiter war Fritz Elfeld (1906/1907).